# Chiltern Open Air Museum

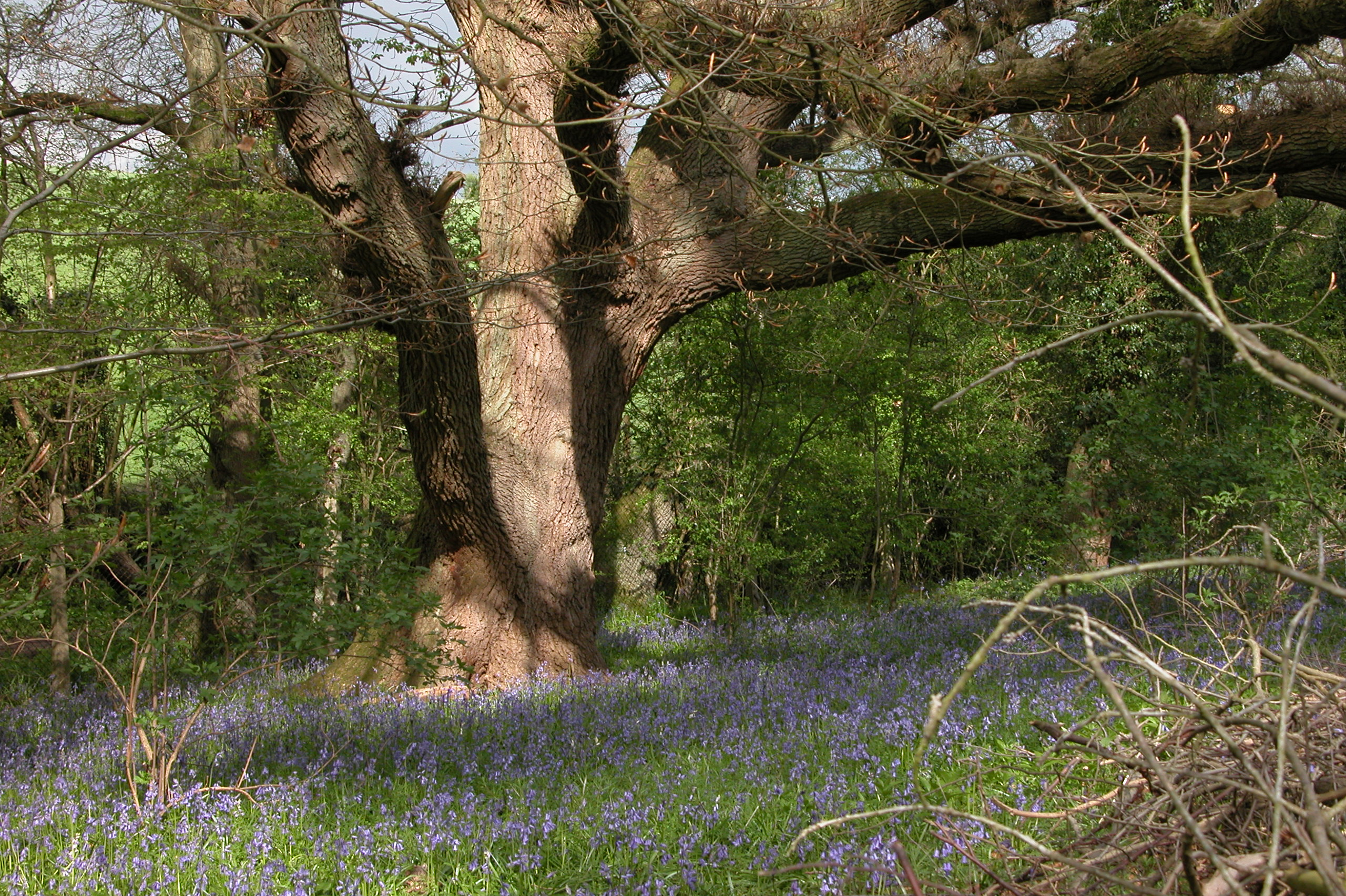
Waldpfad

Das Chiltern Open Air Museum ist ein Freilichtmuseum mit regionalen in das Museum übertragenen Gebäuden aus den Chilterns. Es liegt zwischen Chalfont St. Peter und Chalfont St. Giles 37 km NNW von London, nahe den Chiltern Hills, in Buckinghamshire, England.

## Aufgabenbereich des Museums
Das Museum wurde 1976 gegründet. Ziel des Museums ist es, Gebäude, die an ihrem originalen Standort nicht erhalten werden konnten, zu retten. Die mehr als 30 Bauwerke aus verschiedenen geschichtlichen Epochen wurden auf dem 18 ha großen Museumsgelände wieder aufgebaut. Dabei handelt es sich nicht nur um Wohnhäuser, sondern auch um Ställe, Scheunen, Bethäuser, Zollstationen, ein rekonstruiertes Haus der Eisenzeit etc. Das Museumsgelände umfasst derzeit nicht nur 30 Gebäude, sondern auch Wald und Weideland für die Museumstiere sowie einen Wald- und Skulpturenpfad.
Das Museum führt von Ende März bis Ende Oktober nahezu jedes Wochenende eine größere Veranstaltung durch. Das Spektrum reicht von Re-enactment-Workshops über Handwerkstechniken, Infos und Vorführungen mit Pferden und Schafen bis zu militärischen Übungen von Römern bis fast zur Gegenwart.
Der Träger des Chiltern Open Air Museum ist eine gemeinnützige Organisation (registered charity). Sie beschäftigt einige wenige Vollzeitmitarbeiter und etwa 200 ehrenamtliche Mitarbeiter.

## Sehenswert

### Gebäude

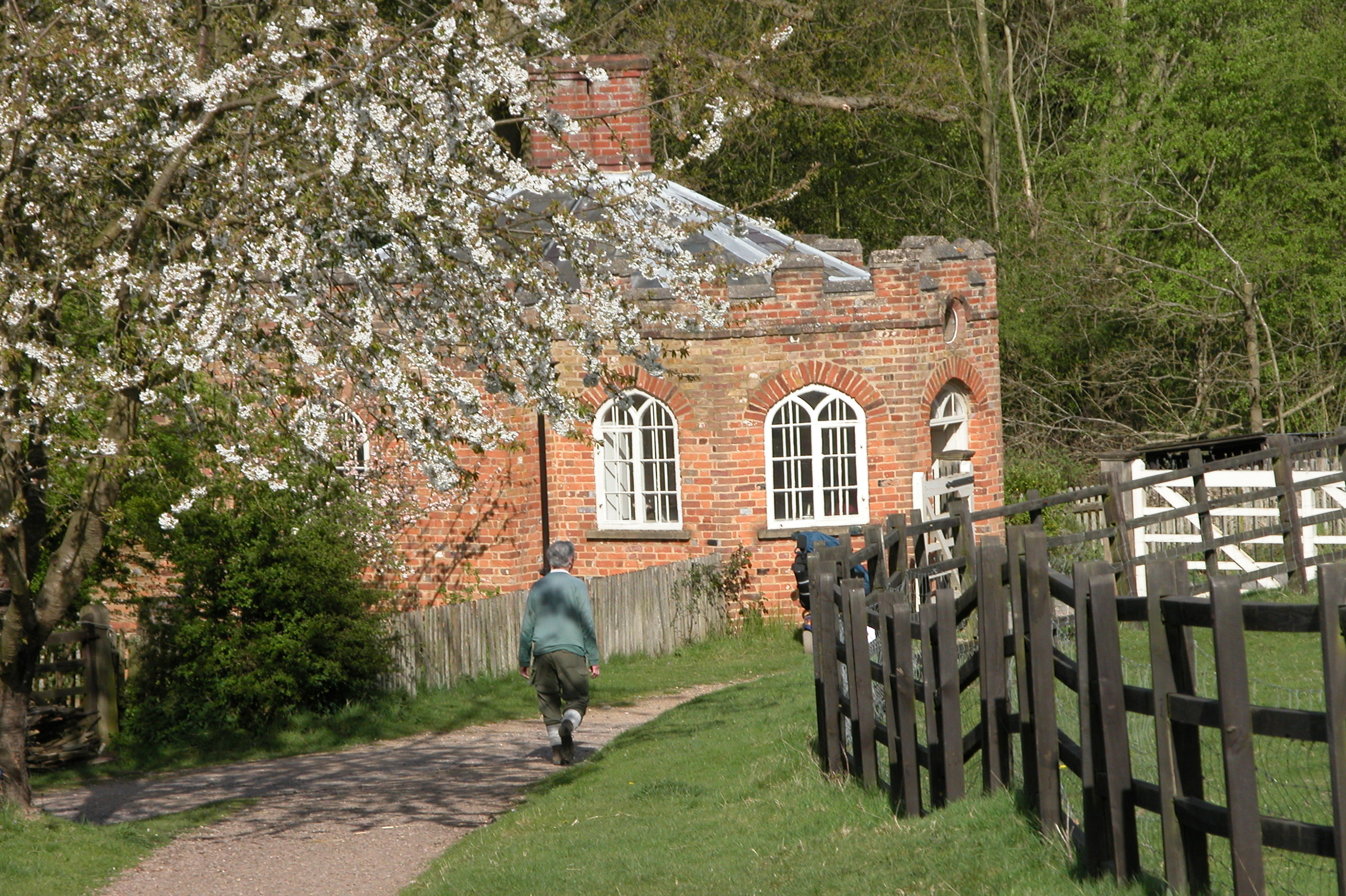
Zollhaus aus High Wycombe

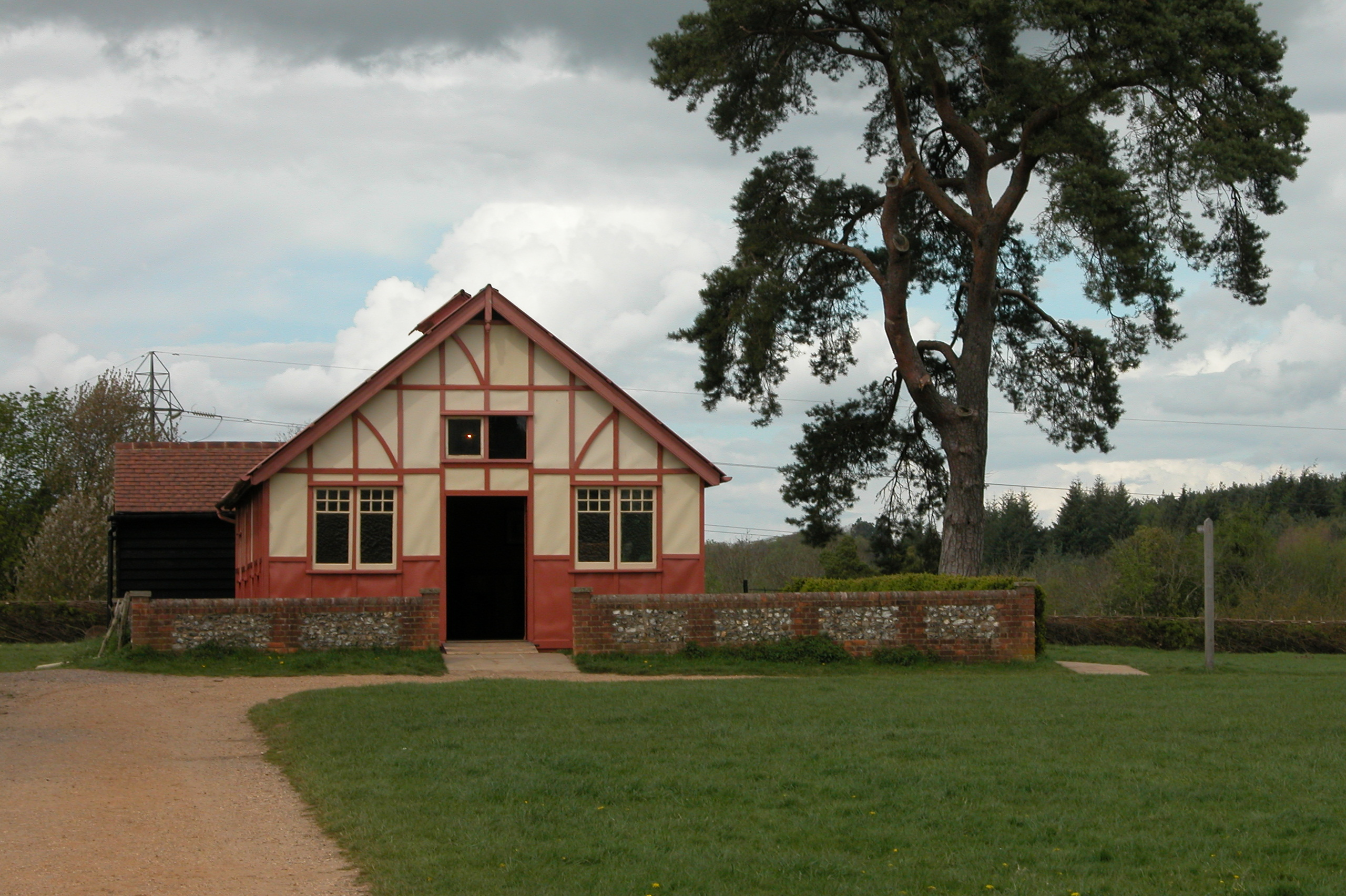
Das Pfarrhaus aus Thame

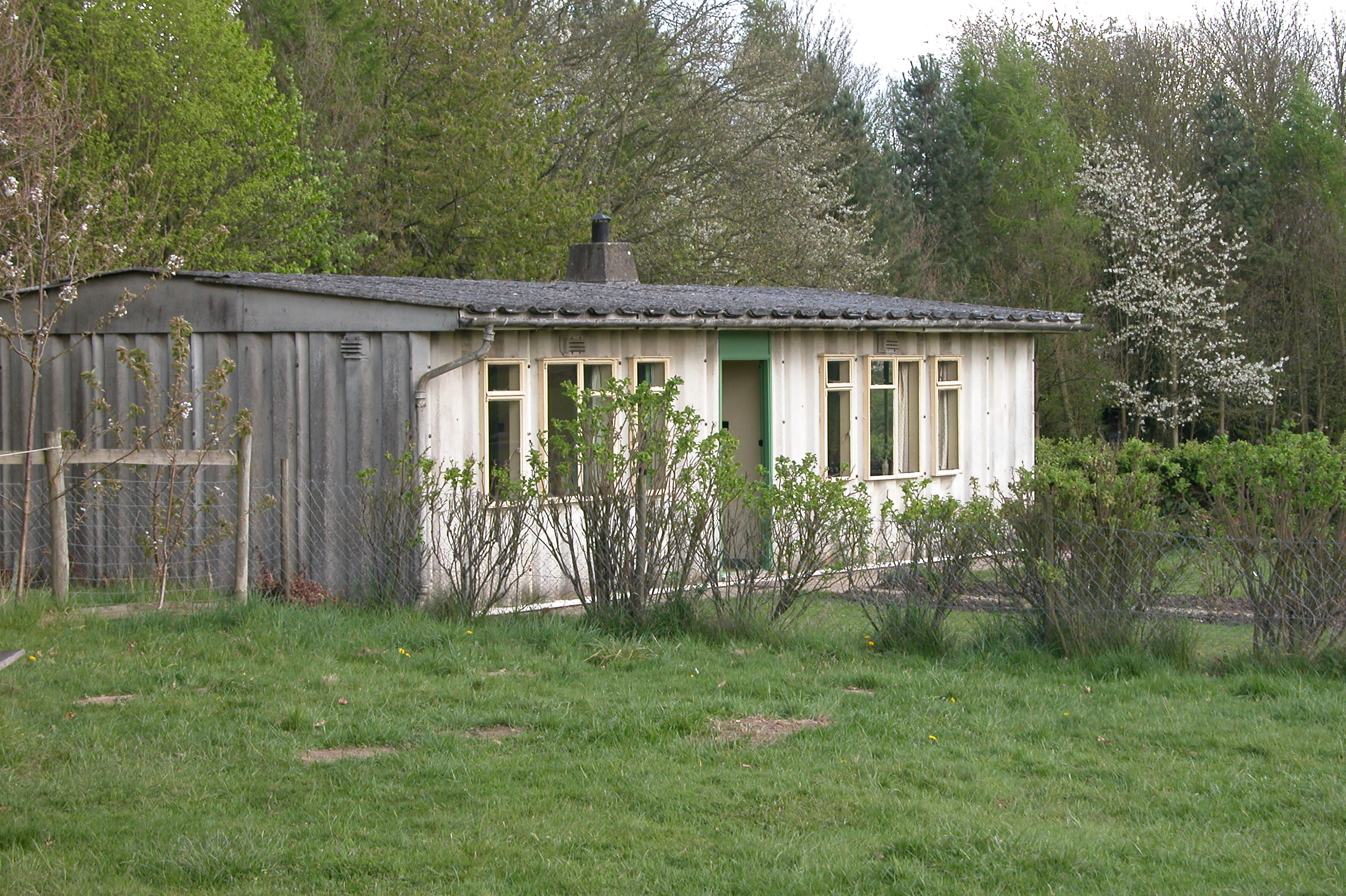
Nachkriegsbaracke aus Amersham

Besonders bemerkenswerte Gebäude sind:
- Die Rekonstruktion eines eisenzeitlichen Hauses.
- Das herrschaftliche Landhaus aus Astleham.
- Ein Viktorianisches Gehöft, das von Schafen und Ziegen regionaler Rassen bewohnt wird.
- Eine Möbelfabrik von High Wycombe aus dem Jahr 1887.
- Ein viktorianisches Zollhaus aus High Wycombe.
- Eine Tin Chapel, eine kleine Kapelle, aufgeführt aus Fertigteilen mit Eisenverkleidung, aus Henton,
- Ein Pfarrhaus aus Thame, der 1896 aus Fertigteilen, die mit der Bahn transportiert wurden, errichtet wurde.
- Das Gemeindehaus (Vicarage Room). Der damalige Pfarrer ließ ihn als Gemeindehaus im Garten des Pfarrhauses errichten, da in der Kirche keine Räumlichkeiten für Religionsunterricht und sonstige kirchliche Veranstaltungen vorhanden waren.
- Eine Schmiede aus Garston mit vollständiger Inneneinrichtung.
- Mehrere Scheunen, die ältesten mit Bauteilen aus dem 16. Jahrhundert. Besonders interessant ist die Krückenkonstruktion des Dachs der Scheune aus Arborfield.
- Das Doppelhaus aus dem 18. Jahrhundert aus der Compton Avenue in Leagrave bei Luton. Es war ursprünglich eine mit Schindeln und Stroh gedeckte Scheune mit Doppeltüren in der Mitte. Im späten 18. Jahrhundert wurde die Scheune in ein Landarbeiterhaus umgebaut.
- Eine Nachkriegsbaracke aus Fertigteilen, die ursprünglich aus Amersham stammt. Die so genannten Prefabs wurden in den ersten Nachkriegsjahren auf Auftrag der Regierung und nach deren Vorschriften aus Fertigteilen als Sozialwohnungen hergestellt und überall in Großbritannien aufgestellt, um der großen Wohnungsnot Abhilfe zu schaffen. Die Mieter waren begeistert ein modernes Einfamilienhaus mit eigenem Garten und allem Komfort (Zentralheizung, Klosett im Haus, ständig heißem Wasser, Einbauschränke, Einbauküche mit Kühlschrank und Waschkessel) zugeteilt zu bekommen. Sie nannten ihre Häuser Little Palaces – also keine Baracken!
- Diverse Kornspeicher und ein Speicher für Äpfel.
- Viele kleine Gebäude, von der Toilette über die Telefonzelle und den Tennispavillon bis zum Schäferkarren.

Das Museum besitzt weitere 16 Gebäude, die eingelagert sind und auf ihre Wiedererrichtung warten. Die Finanzierung für die Aufstellung und Erhaltung der vielen verschiedenen Gebäudetypen ist schwierig, da es keine permanenten öffentlichen Zuschüsse erhält.

### Tiere

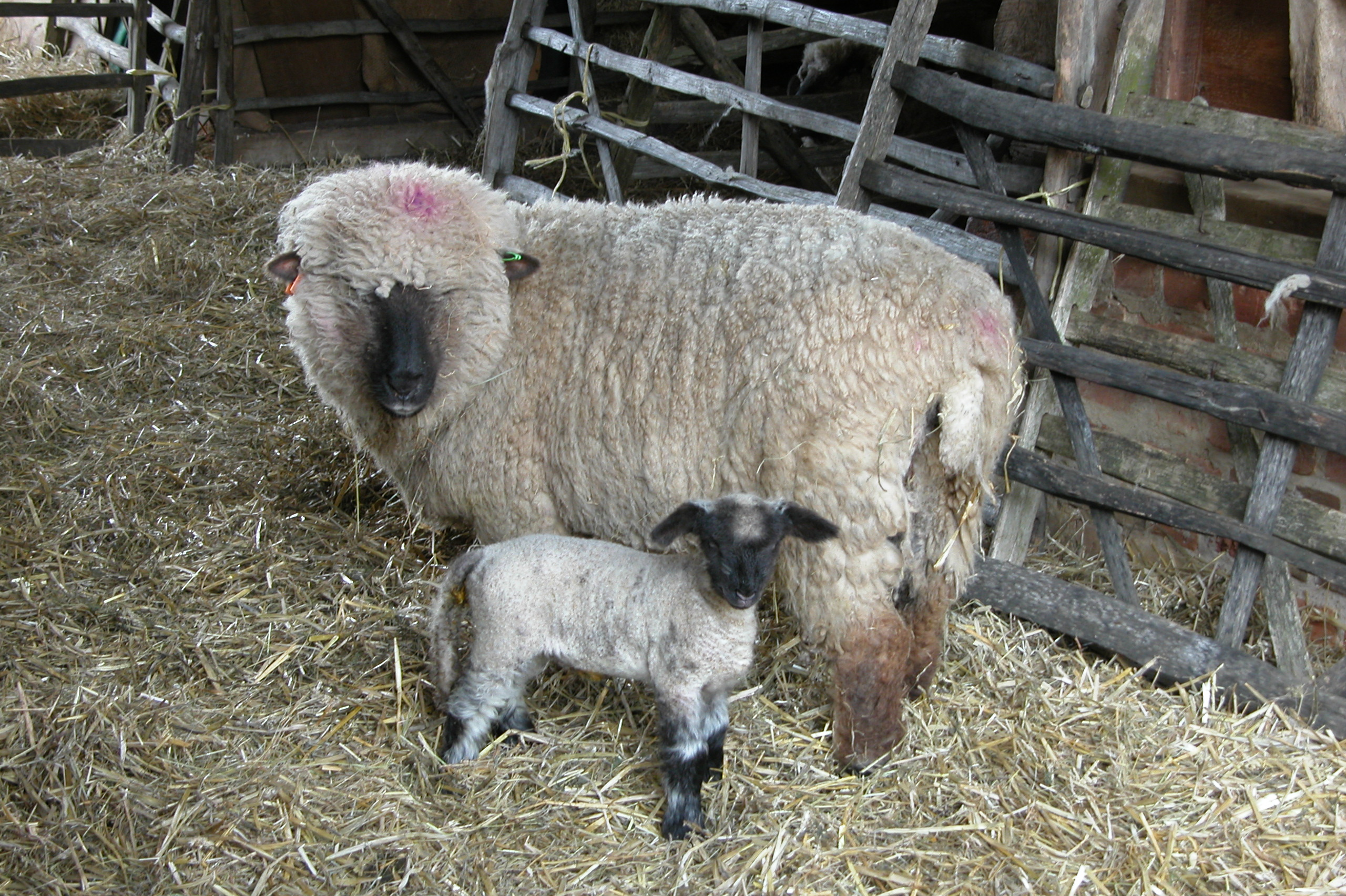
Oxfordschafe

Das Museum beherbergt Nutztiere wie Kühe, Schafe, Hühner und Ziegen von zum Teil vom Aussterben bedrohter Rassen aus den Chilterns und deren Umgebung. Besonders erwähnenswert ist das
Oxford Down Sheep: Down Schafe (Oxford Down Sheep) waren früher sehr verbreitet, weil sie groß und stämmig waren und gute Wolle gaben. Heute lohnt es sich nicht mehr sie zu züchten. Grund ist die geringerer Nachfrage nach Wolle und der damit einhergehende Preisverfall. Schafe werden heute vor allem wegen ihres Fleisches gezüchtet und deshalb werden andere Rassen bevorzugt. Aus diesem Grund sind die Down Schafe in der offiziellen Rare Breeds List eingetragen. Auch die Hühner des Museums, die „Silver Grey Dorkings“, stehen auf dieser Liste.

### Wald- und Skulpturenpfad

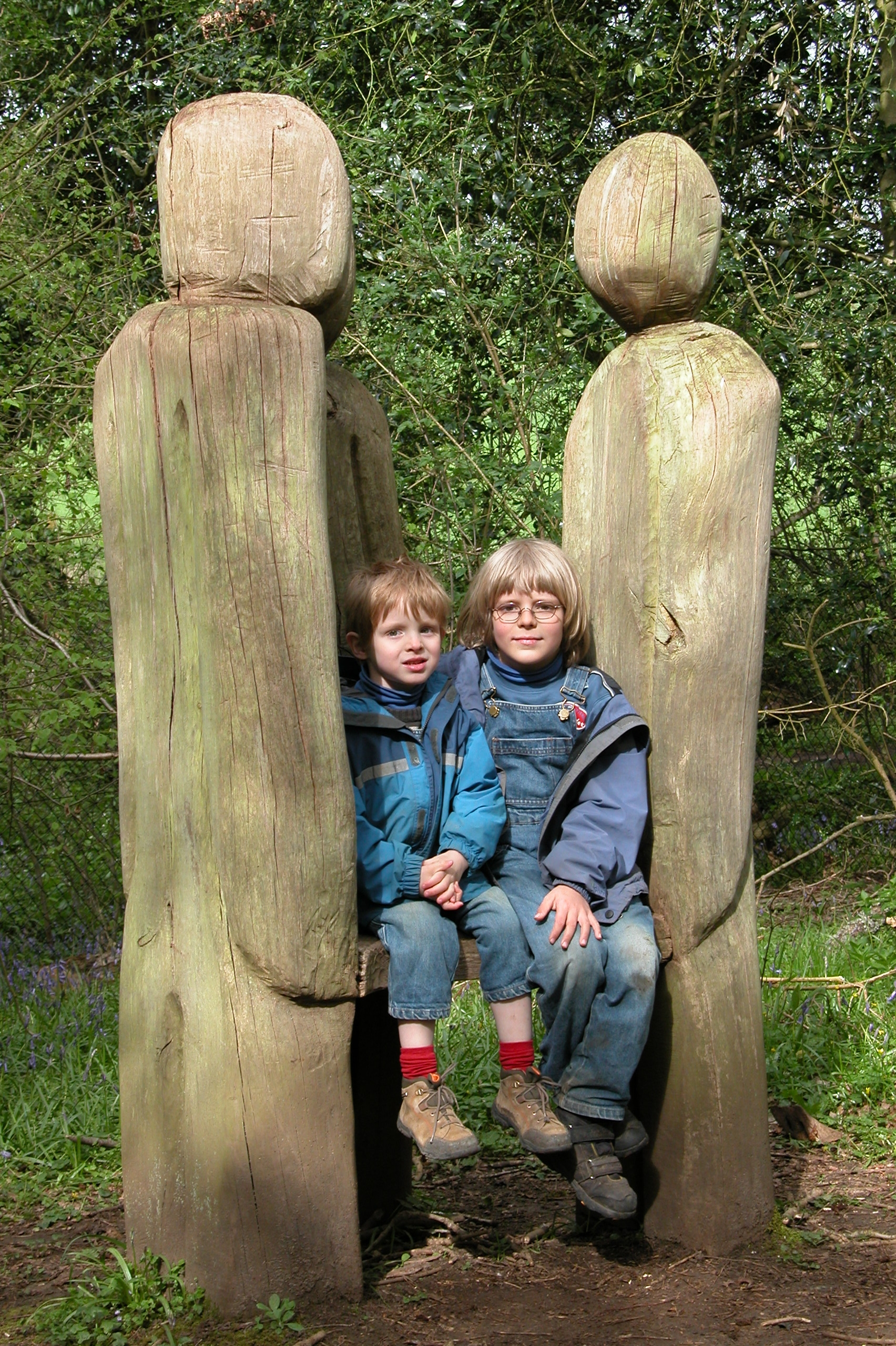
Holzskulpturen am Waldpfad

Ein Waldpfad führt der durch Weiden und Laubwälder mit sehr altem Baumbestand. Im Frühjahr brühen dort die Blue Bells (Atlantisches Hasenglöckchen). Entlang des Waldpfades sind Skulpturen aus Holz aufgestellt. Die Skulpturen sind das Ergebnis eines Projekts von Studenten einer benachbarten Möbelhochschule, denen vor mehreren Jahren die Aufgabe gestellt wurde, sich Standorte für Sitzgelegenheiten auszusuchen und dafür passende Sitze fertigzustellen.

## Veranstaltungen und Medien
Während der Saison von April bis Oktober findet mindestens an jedem Wochenende eine Veranstaltung statt. Das thematisch weite Spektrum reicht von Handwerks- und Handarbeitsworkshops über Familienprogrammen und Kaltblutpferden bis zu Koch- und Gartenkursen. Ein besonderer Höhepunkt sind die Reenactmenttage, der Themen sich von der Keltenzeit bis zum Zweiten Weltkrieg erstrecken.
Neben vielen Filmen und Filmszenen wurde eine Reihe von Folgen und viele Szenen des Dauerbrenneres Horrible Histories im CBBC (Kinderprogramm der BBC) wurden im Chiltern Open Air Museum gedreht.